# Blackfoot (riu de Montana)
El Blackfoot, de vegades anomenat Big Blackfoot per distingir-lo del Little Blackfoot, és un riu de règim nivopluvial que recorre l'oest de Montana. El riu Blackfoot neix al comtat de Lewis i Clark a la divisòria continental nord-americana, 10 milles (16 km) al nord-est de la ciutat de Lincoln (1.383 msnm). La capçalera del riu es troba entre Rogers Pass  (1.710 msnm) al nord i Stemple Pass (1.943 msnm) al sud. Davalla vers l'oest travessant la ciutat de Milltown i conflueix amb el  Clark Fork a unes 5 milles (8 km) a l'est de la ciutat de Missoula (980 msnm).

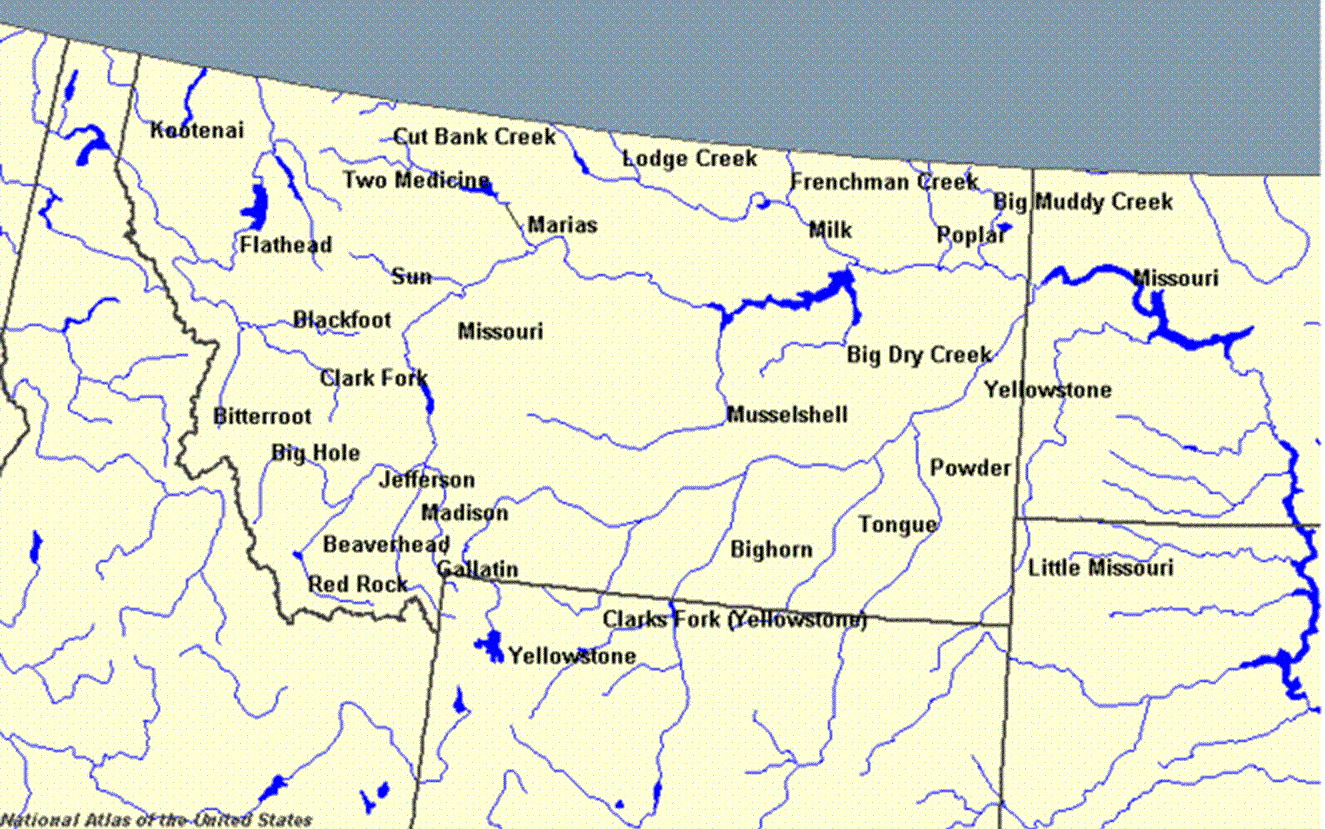
Mapa dels principals rius de Montana

El Blackfoot és conegut per les seves activitats d'oci, sobretot la pesca amb mosca, però també el ràfting, el piragüisme i el tubing. El Blackfoot és un riu ràpid i fred amb molts punts profunds, el que el converteix en un hàbitat privilegiat per a diverses varietats de truites.
El canyó del riu i les valls es formaren per les inundacions Missoula, inundacions cataclísmiques del llac glacial que es van produir al final de l'última edat glacial.
El Blackfoot i el Clark Fork experimentaren una inundació rècord el 1908.
El riu apareix a la novel·la de 1976 A River Runs Through It de Norman Maclean, així com a la pel·lícula del 1992 protagonitzada per Brad Pitt i dirigida per Robert Redford.
El Blackfoot és un riu de classe I des del lloc d'accés de pesca de Cedar Meadow a l'oest de Helmville fins a la seva confluència amb el Clark Fork per a l'accés públic amb finalitats recreatives.